# 박상준 (아나운서)
박상준(1976년 1월 6일 ~ )은 대한민국의 케이블 방송국 SBS 스포츠의 스포츠캐스터이다.

## 경력
- 2001년: 대구 MBC 아나운서
- 2005년: TJB 대전방송 아나운서
- 2006년: SBS 스포츠/골프 아나운서

## 진행

### 텔레비전
- 2005년: TJB 대전방송 TJB 생방송 투데이-MC
- 2013년 3월 11일 ~ 2014년 12월 29일: SBS 스포츠 스포츠센터-진행
- 2016년 2월 3일 ~ 현재: SBS Plus 연금복권 520-진행

주요 중계 종목: 골프, 야구, 농구, 축구 등 동/하계 다수 종목.

### 라디오
- 2003년: 대구 MBC 표준FM 여론현장-DJ